# Distrito de Iberia
El distrito de Iberia es uno de los tres que conforman la provincia de Tahuamanu, ubicada en el departamento de Madre de Dios en el Suroriente del Perú. 
Desde el punto de vista jerárquico de la Iglesia católica forma parte del Vicariato Apostólico de Puerto Maldonado